# Тайстра

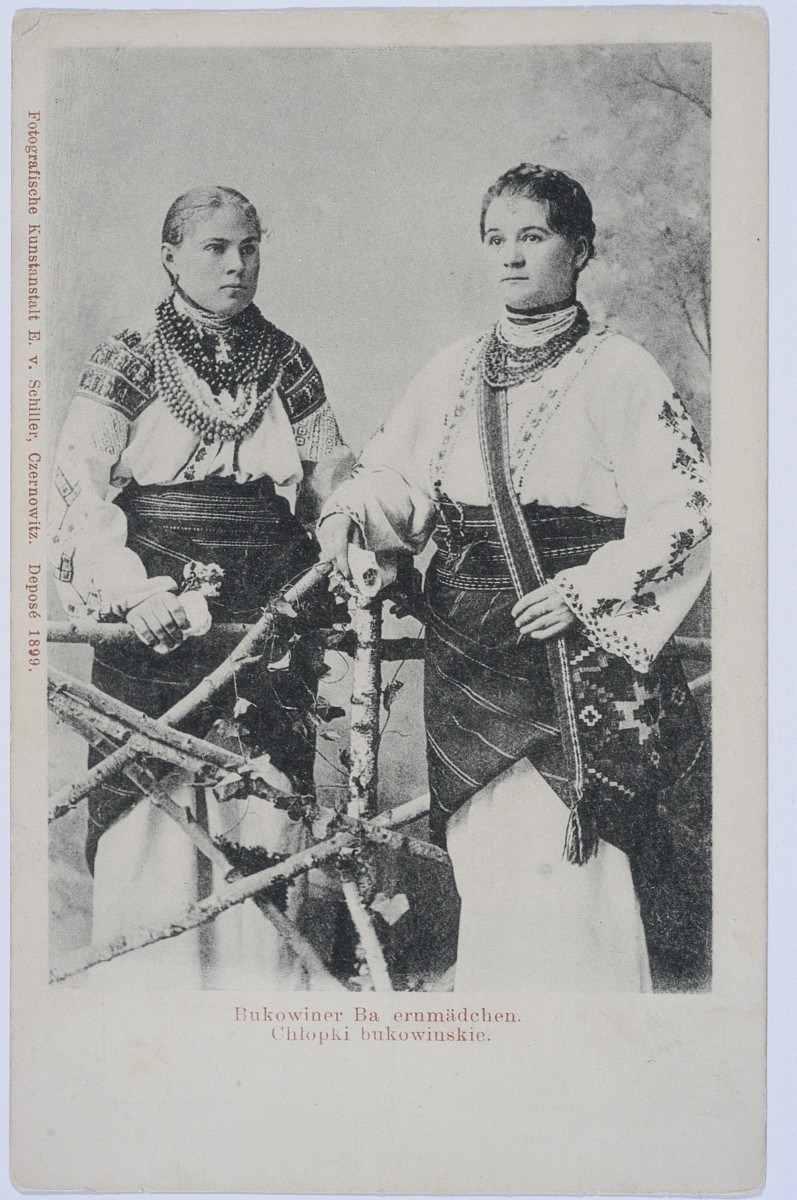
Дівчина з тайстрою праворуч

Та́йстра (від рум. tráistă) — гуцульська торбина, яку носять через плече.
У білоруських та польських діалектах вживається назва кайстра.
Слово широко використовують в сучасному називництві, рекламі, маркетингу тощо.
Буковинську тайстру визнали культурною спадщиною України. Цей статус передбачає охорону мистецтва та його поширення.